# Titus Quinctius Crispinus Sulpicianus
Titus Quinctius Crispinus Sulpicianus war ein römischer Senator zur Zeit des Kaisers Augustus.
Die Laufbahn des Crispinus Sulpicianus ist weitgehend unbekannt; gesichert ist nur, dass er um 18 v. Chr. triumvir monetalis war. Während seines Konsulats 9 v. Chr., das er zusammen mit Nero Claudius Drusus, dem Stiefsohn des Augustus, bekleidete, wurde die lex Quinctia zur Regelung der römischen Wasserleitungen verabschiedet und die Ara Pacis auf dem Marsfeld eingeweiht. Bei Velleius Paterculus wird er als „nichtsnutzig und trotzig“ charakterisiert. Vielleicht war Crispinus Sulpicianus einer der Liebhaber Iulias und wurde deshalb im Jahr 2 v. Chr. von ihrem Vater Augustus ins Exil geschickt.
Kaum zweifelhaft ist, dass Crispinus Sulpicianus mit den patrizischen Geschlechtern der Quinctier und Sulpicier verbunden war, entweder als Sohn eines Sulpicius von einem gewissen Quinctius adoptiert oder als Sohn einer gewissen Sulpicia und eines Quinctius geboren; sein Bruder, sei es durch Adoption oder durch eine andere Mutter, war Titus Quinctius Crispinus Valerianus.